# フィキフリエ
フィキフリエ（Fiqifuliye, Fiqi Fuliye, Fuqufuliye）はソマリランド東部サナーグ地域の町。16の村を管轄する中心都市でもある。

## 歴史
1993年6月1日、フィキフリエでハバル・ユニス氏族とデュルバハンテ氏族の会合が行われ、ハバル・ユニス氏族が近々エリガボで開催予定の氏族会議にデュルバハンテ氏族を招待することで合意した。
2013年7月、フィキフリエで、これまでチャツモ国側だった民兵600人以上がソマリランド軍に加わることを表明した。
2016年3月、プントランド干ばつ救済委員会（拠点ボサソ）は、フィキフリエ周辺の旱魃への応急処置として、給水車を派遣した。
2018年12月、ソマリランド側のサナーグ知事Maxamed Axmed Caalin (Tiimbaro) は、フィキフリエを訪問し、政府プロジェクトの開始を約束した。
2020年10月、ディアスポラ（国外避難民）の寄付でフィキフリエに病院が建設されることになった。